# هوران (خواننده)
هوران (به انگلیسی: Horan) با نام اصلی چوی سو-جین (به انگلیسی: Choi Soo-jin) (زاده ۵ ژوئیهٔ ۱۹۷۹) خواننده سابق اهل کره جنوبی است.